# Light Years
Light Years é o sétimo álbum de estúdio da artista musical australiana Kylie Minogue. O seu lançamento ocorreu em 25 de setembro de 2000, através da Parlophone. O disco possui uma sonoridade descrita como "futurística", tendo como gêneros musicais principais como o dance-pop, disco e europop, enquanto a sua instrumentação é constituída por guitarras, tambores, cordas e flauta. Liricamente, as faixas refletem-se ao amor, à dança e, no caso de faixas como "Spinning Around", à reinvenção. As gravações do projeto ocorreram durante os anos de 1999 e 2000, com a produção de profissionais como Steve Anderson, Guy Chambers, Johnny Douglas, Julian Gallagher, Mark Picchiotti, Steve Power, Mike Spencer, Graham Stack, Richard Stannard e Mark Taylor.
Após o mau desempenho de Impossible Princess (1997), que experimentou estilos diferentes e foi descrito pela artista como seu "esforço mais pessoal", e a finalização da digressão Intimate and Live Tour em julho de 1998, a cantora foi demitida da gravadora Deconstruction, a qual lançou o disco citado. Ela continuou trabalhando em alguns projetos, como uma participação no filme Sample People e um dueto com Pet Shop Boys, para o álbum da dupla supracitada. Contudo, assinou com a Parlophone em junho do ano seguinte, iniciando o trabalho de um novo projeto meses depois. Um dos primeiros produtores citados para ajudar Minogue com o álbum foi Pete Waterman, que era seu produtor juntamente com Mike Stock e Matt Aitken no começo de sua carreira, mas a parceria não ocorreu.
Light Years recebeu revisões geralmente mistas da mídia especializada, a qual prezou a mistura de diferentes estilos e a composição. Entretanto, alguns disseram que sua qualidade era "decepcionante". Mesmo com as resenhas mistas, o disco foi indicado a três categorias durante os ARIA Awards de 2001, nomeadamente Album of The Year, Best Female Artist, Best Pop Release e Single of The Year, sendo que a nomeação desta última categoria foi concedida para "Spinning Around". Minogue acabou por vencer a segunda e terceira. Comercialmente, o material recebeu um desempenho mediano, alcançando o topo da tabela da Austrália, seu país natal, ao passo que qualificou-se entre os vinte primeiros em mais seis países. O material recebeu certificação de platina quádrupla pela Australian Recording Industry Association (ARIA) e de platina pela British Phonographic Industry (BPI), e foi o 69º bem mais vendido na Austrália na década de 2000.
A fim de promover o disco, foram lançados cinco singles de seu alinhamento. O primeiro, "Spinning Around", atingiu a primeira colocação das tabelas da Austrália e Reino Unido; e as dez melhores posições em dois países. "On a Night Like This" e "Kids" tiveram um desempenho semelhante ao antecessor, com o último sendo uma colaboração entre Minogue e Robbie Williams. Usado como o quarto single, "Please Stay" entrou na décima posição da Bélgica, Escócia e Reino Unido, enquanto que entrou nas vinte melhores posições de três países. Já o último, "Your Disco Needs You", não foi bem sucedido, entrando na 152ª colocação do Reino Unido e nas quarentas primeiras posições da Austrália, Suíça e Alemanha. Como forma de divulgação do material, a cantora interpretou as canções em diversos programas de televisão, se apresentou nos Jogos Paralímpicos de Verão de 2000 e embarcou na On a Night Like This Tour. O álbum e o vídeo musical de "Spinning Around" foram avaliados pela crítica como o fim da era intitulada como "Indie Kylie", utilizada por Minogue no final da década de 1990, para um estilo da artista adjetivado como "exagerado", além de ser dito como uma "retorno decisivo para a música pop" de Minogue.

## Antecedentes e desenvolvimento

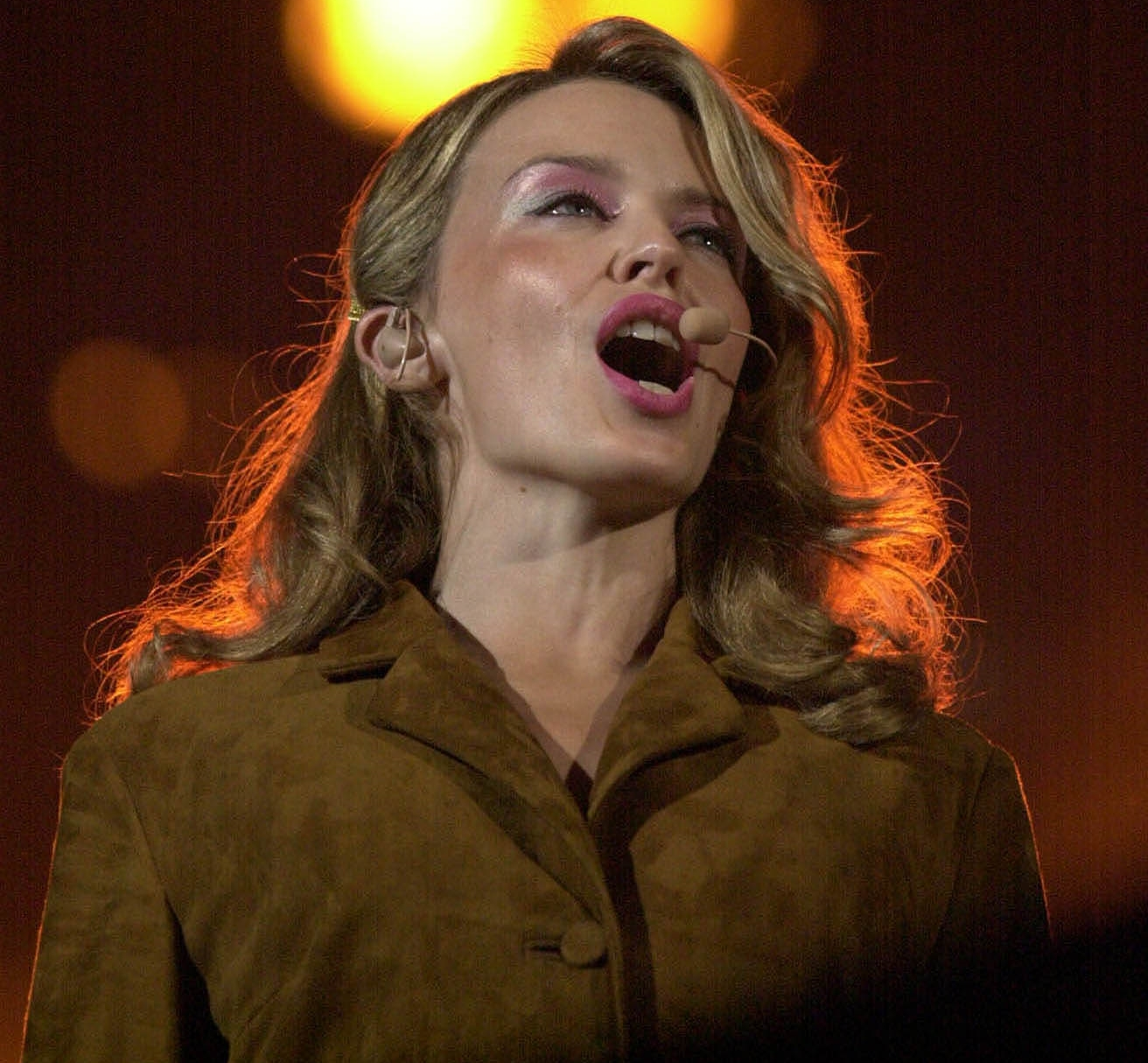
Minogue se apresentando na abertura dos Jogos Paralímpicos ocorridos em Sydney, em outubro de 2000.

Em novembro de 1997, Minogue lançou seu sexto álbum de estúdio, Impossible Princess, que teve como estilos musicais o trip hop e techno, sendo reconhecido pela artista como "seu esforço mais pessoal". O disco foi o menos vendido de sua carreira, sendo que na Austrália, seu país natal, vendeu 18 mil cópias nas duas primeiras semanas de seu lançamento e 47 mil no total até novembro de 1998, além de só conseguir entrar nas tabelas musicais da Escócia, Austrália e Reino Unido. Com isso, a Deconstruction, gravadora que lançou o álbum, tirou a cantora do selo, dizendo que isso foi "estado em discussão nos últimos meses". De acordo com a autora Jenny-Stanley-Clarke, que escreveu uma das suas biografias, ela "havia enfrentado humilhação tanto do público quanto da indústria" e que "nada poderia estar mais longe da verdade". Antes de sua saída, a cantora havia concluído a digressão Intimate and Live Tour em 1998 para promover o disco, sendo que posteriormente, fez uma participação no filme Sample People e um dueto com Pet Shop Boys, para seu álbum Nightlife.
Em junho de 1999, a artista revelou ter assinado com a gravadora Parlophone, afirmando também que iria começar a produção de um novo disco "em breve" e dizendo que "isso é muito [do que] espero alcançar com meu próximo álbum e eu acredito que tudo é possível com esta nova parceria". Alguns dias depois, Pete Waterman, que trabalhou com a cantora no começo de sua carreira, foi revelado como sendo um dos produtores indicados para ajudar Minogue a gravar um novo álbum pop. Waterman comentou sobre ser um dos recomendados para a produção do disco, dizendo que "teria ficado surpreso se eles não tivessem recorrido a mim"; no entanto, isso não se concretizou, de acordo com o encarte do disco, que não cita Waterman em alguma canção. Em uma entrevista com a Billboard, após o lançamento de "Spinning Around", a cantora disse que "tudo sobre esse registro é sobre luz e diversão", e comentou que "[o registro] foi sendo como em férias de verão".

## Composição
O diretor da Parlophone disse que a intenção do álbum não é ser um registro disco, nem muito menos "uma volta dos ótimos anos com a PWL", mas "criar um pop de qualidade" e colaborações "com compositores grandes". O disco utiliza instrumentações com guitarras, tambores, cordas e flauta, e se inicia com seu primeiro single "Spinning Around", uma canção dance-pop e disco. Abordando o tema da reinvenção, as letras das faixas declaram que Minogue mudou com seus erros passados, mais notavelmente nas linhas "Estou circulando por aí / Saia do caminho", "Não sou mais a mesma" e "Os erros que cometi têm me dado força". Lançada como o segundo foco de promoção do projeto, a música seguinte "On a Night Like This" é também derivada do dance-pop, e interpreta influências do house e do nu-disco. Segue-se "So Now Goodbye", inspirada por trabalhos de Earth, Wind & Fire, enquanto que a quarta faixa, "Disco Down", foi descrita pelo sítio StageZine como "assombrosa". A quinta faixa, "Loveboat", é especificada como "uma boba sintonia [com o] fato do disco", e sua referência a "Martinis e biquinis" foi citada pelo NME como "condescendente ao invés de saber". Já a sexta faixa, "Koocachoo", tem "um sentimento similar aos anos 60" e apresenta "elementos do jazz".
A sétima faixa e último single do disco "Your Disco Needs You", foi dita como um "hino exagerado" e possui influências de Village People e Gloria Gaynor. A faixa também foi descrita pela BBC News como "Abba e os Pet Shop Boys se divertindo na noite gay mais quente na cidade". "Please Stay", o quarto single do disco, é um tema que tem como estilo principal o pop latino. "Bittersweet Goodbye" é uma obra de balada, sendo descrita pela Yahoo! Music como "uma estranha mistura na parte de Olivia Newton-John, na parte de Kate Bush e na parte de Cocteau Twins". Já "Butterfly" tem como estilo principal o dance-pop, seguida de "Under the Influence of Love", uma versão cover da obra original de Barry White que foi dita como "aceitável". "I'm So High", décima segunda faixa, foi dita como "outra cantiga pop" composta por Guy Chambers. A penúltima obra, "Kids", é um dueto com Robbie Williams e uma obra pop "alegre" com elementos do rock e com um refrão "eufórico". A última faixa, "Light Years", é uma canção "futurística" que tem como estilos musicais o disco, hi-NRG, ibizan trance e funk, sendo inspirada por Donna Summer. Um crítico definiu a faixa como "uma cópia de Madonna e William Orbit".

## Recepção

### Crítica profissional
| Críticas profissionais | Críticas profissionais |
| Avaliações da crítica  | Avaliações da crítica  |
| Fonte                  | Avaliação              |
| ---------------------- | ---------------------- |
| Allmusic               | [ 15 ]                 |
| Digital Spy            | [ 22 ]                 |
| entertainment.ie       | [ 23 ]                 |
| NME                    | 6/10                   |
| Yahoo! Music           | [ 17 ]                 |

Chris True, da Allmusic, avaliou que o álbum não é "apenas outro registro dance-pop de Minogue, mas uma ótima coleção de estilos discos e [um] cafona europop". Embora tenha concluído que o álbum é "um dos melhores registros de disco desde os anos 70", Andrew Lynch, da entertainment.ie, declarou o álbum como uma "porcaria inconsequente, e como todos os álbuns de Kylie, a qualidade é desapontante desigualmente". Um escritor da Select declarou que o disco, "apesar da suja balada reminiscente a Lloyd-Webber 'Bittersweet Goodbye', é uma buzina implacável", complementando que isso "é tudo inventado dentro de uma polegada de sua vida, lotado de potenciais singles e descaradamente derivado. Esse é o trabalho dela e ela faz bem". Nick Levine, da Digital Spy, definiu "Spinning Around" como a faixa de destaque do disco, e acrescentou: "Não é um álbum pop ligado se você está se sentindo introspectivo, ou mesmo se você está hospedando um grupo de discussão das alterações climáticas com a participação de Al Gore, o secretário de Meio Ambiente e diversos ganhadores do Prêmio Nobel, mas tanto quanto pequenos registros de festas com sabor de frutas vão, Light Years é um atrativo absoluto". A NME notou que o álbum vê Minogue "derrubando sua considerável preocupação para uma volta fresca e saltante para suas raízes do dance-pop (...) Light Years é tudo que você saber sobre Kylie em menos de uma hora: diversão, formada perfeitamente, não tão exigente e, ocasionalmente, irritante".
Um revisor da StageZine observou que "é realmente uma vergonha que Light Years nunca foi lançado no Estados Unidos, porque, musicalmente, das músicas para os valores de produção brilhantes por uma lista exaustiva de assistentes de estúdio do Reino Unido, é um álbum muito superior do avanço de 2002 para Kylie, Fever (...) no entanto, o álbum foi o retorno glorioso de Kylie ao pop, e continua a ser um complexo 'jóia tonta' ainda maravilhosamente, mesmo uma década depois". Gary Crossing, da Yahoo! Music, considerou que "nem tudo são más notícias, em seguida, no campo ERM de Kylie. Você só tem a sensação de que, se os interessados tivessem colocado tanto esforço para a escrita do disco como fizeram nas brilhantes fotos que estão no encarte do álbum, as coisas poderiam ter sido muito melhores".

### Reconhecimento
"A sessão foi incrível. Foi o meu primeiro álbum com a Parlophone e estávamos com muita certeza de que mensagem a capa do álbum iria passar: luz do sol, praia, divertimento, glamour. Eu sempre amei Ibiza e é verdade que a ilha tem uma qualidade mágica. A leveza do tecido de seda combinou com meu humor e desejo".

—Minogue refletindo sobre as fotos tiradas para Light Years no livro Kylie / Fashion.
Karina Halle, da Consequence of Sound, em sua revisão de 2010, declarou: "Olhando para trás do álbum agora, eu acho que ainda é tão atraente e relevante como sempre. Minogue estivera no negócio da música em quase 12 anos na época que o álbum saiu". Halle citou Lady Gaga como um dos artistas pop que Minogue influenciou, completando que, "a exuberância de Minogue, se seu traseiro não for perfeitamente tonificado, certamente tem sido passada".
Lee Barron, em seu texto escrito sobre a carreira de Minogue, intitulado The Seven Ages of Kylie Minogue: Postmodernism, Identity, and Performative Mimicry, disse que a "Indie Kylie", um nome para descrever a época em que Minogue lançou e promoveu Impossible Princess, foi descartada para uma persona descrita como "extravagante" em Light Years. Ele também escreveu que "o álbum inteiro, com contribuições de escrita de Robbie Williams e Guy Chambers, ressoou com esse brilho exagerado, a partir das peças miméticas do pop 'chiclete' dos anos 60 como evidenciado em 'Koocachoo', a temática dance 'Disco Down' e o hino ultra-extravagante 'Your Disco Needs You'", sendo também dito pelo autor como um retorno decisivo de Minogue para a música pop. O álbum ainda ficou na 44ª posição da lista de fim de ano feita por críticos dos melhores álbuns da Melody Maker. Além disso, Minogue conseguiu ganhar duas das quatro categorias indicadas no ARIA Awards de 2001, sendo elas Album of The Year, Best Female Artist, Best Pop Release e Single of The Year, com a nomeação da última categoria sendo concedida para "Spinning Around"; a artista venceu a segunda e terceira citadas.

## Singles
"Spinning Around" foi estreada como o primeiro single do disco em 14 de maio de 2000 nas rádios BBC Radio 1 e BBC Radio 2. Mais tarde, foi editada em maxi single para o território britânico oficialmente em 13 de junho de 2000, tendo como lado B as faixas "Cover Me with Kisses" e "Paper Dolls". Foi comercializado ainda em dois tipos de CD single e em fita cassete. Obteve êxito comercial ao liderar as tabelas da Austrália, Escócia e Reino Unido, enquanto que classificou-se nas dez melhores posições da Nova Zelândia e Irlanda. Seu vídeo musical acompanhante foi dirigido por Dawn Shadforth e foi focalizado "firmemente sobre a dança, diversão e liberdade"; este começa com uma captura dos pés de Minogue entrando em uma discoteca. Ela então é mostrada dançando com um homem, a quem ela mais tarde flerta com um sofá. A maioria das capturas concentram-se no corpo de Minogue e dispõem de várias cenas dela vestindo um hotpants dourado de lamê.
Antes do lançamento oficial do álbum, "On a Night Like This" foi lançada como o segundo single do disco em 11 de setembro de 2000, sendo editada para download digital em um extended play (EP) com remixes e uma versão ao vivo da faixa, servindo como a segunda canção de trabalho do álbum. No mesmo dia, foi comercializada em CD single e em fita cassete. Comercialmente, a canção conseguiu se encaixar nas trinta melhores posições das tabelas da Austrália, Escócia, Reino Unido, Irlanda, Finlândia, e das regiões francófonas e neerlandesas da Bélgica. O vídeo musical, dirigido por Douglas Avery, retrata a cantora como uma esposa "entediada", baseada em Sharon Stone, com o ator Rutger Hauer retratando seu marido, que é chefe de uma máfia; em meados do vídeo, a cantora vai para um cassino em Monte Carlo e ganha dinheiro, e no final deste, a cantora vai embora semi-despida da casa de seu marido.
Definida para divulgar o disco de Minogue e Sing When You're Winning, "Kids", uma colaboração com Robbie Williams, foi emitida em duas versões de CD single e em fita cassete em 9 de outubro de 2000, servindo como o terceiro single de Light Years. Posteriormente, duas versões do single foram lançadas na iTunes Store, contendo como lado B as canções "Karaoke Star", "Kill Me or Cure Me" e "John's Gay", todas cantadas apenas por Williams. Seu vídeo musical correspondente foi dirigido por Simon Hilton e caracteriza os artistas cantando a canção em diferentes locais, sendo um deles com paredes espelhadas. No final do vídeo, a cantora fica nua e entra em uma banheira juntamente com Williams. A faixa alcançou um desempenho comercial favorável, ao culminar nas dez melhores posições das tabelas da Escócia, Reino Unido, Nova Zelândia e Irlanda; ao passo que situou-se entre os trinta primeiros de mais quatro países.
Escolhida para continuar com a divulgação do disco, "Please Stay" foi comercializada igualmente em dois CD singles e em fita cassete em 11 de dezembro de 2000 juntamente com os lados B "Santa Baby" e "Good Life", servindo como o quarto single do disco. Em fevereiro de 2001, foi editada como um single digital com duas versões remix da faixa. Seu vídeo musical acompanhante foi dirigido por James Frost e Alex Smith, carateriza a artista em várias cenas interpretando a canção, sendo elas dirigindo um carro, e uma cama, sendo que quando o verso da faixa começa, ele apresenta Minogue caminhando para uma lâmpada, onde ela desliza para baixo um poste, e ela visita um grupo de pessoas no subsolo de sua casa. Eles dançam a música, até que um fade out termine o vídeo. A faixa alcançou um desempenho comercial mediano, ao culminar na décima posição da região Flanders da Bélgica, Escócia e Reino Unido, enquanto que se listou nas vinte melhores posições da Austrália e da região Valônia da Bélgica.
"Your Disco Needs You" foi lançada como o quinto e último single de Light Years, sendo editada no formato de CD single para os países da Alemanha, Áustria e Suíça em 5 de fevereiro de 2001. Em março de 2001, foi editada como um maxi single para a Austrália e mais tarde para toda a Europa, tendo como um lado B escondido a faixa "Password". Sua produção audiovisual, dirigido por Todd Cole, presta homenagem às discotecas dos anos 70, com uma série de clones de Minogue convidando o espectador a dançar. Ao longo do vídeo, Minogue usa uma variedade de diferentes perucas e roupas. Comercialmente, a composição não teve sucesso comercial, e como não foi lançada no Reino Unido, sua versão importada entrou na 152ª posição da tabela do país, enquanto que entrou nas quarenta primeiras posições das paradas da Austrália, Suíça e Alemanha, também se qualificando na 70ª posição da tabela da Áustria.

## Divulgação

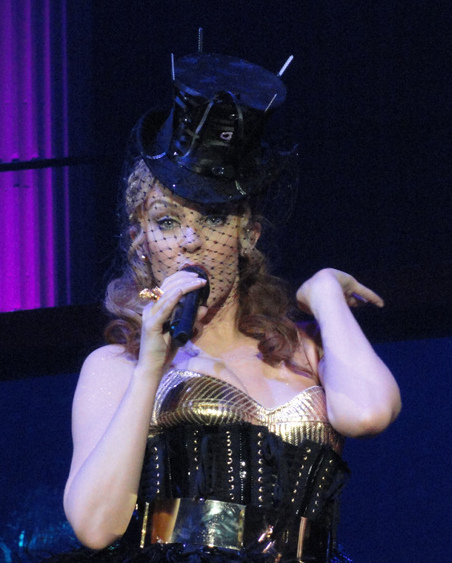
Minogue no ato Gladiator, da Aphrodite: Les Folies Tour (2011), onde "Spinning Around" era interpretada.

Como forma de divulgação, a cantora apresentou canções do disco em diversos programas televisivos. Ela interpretou "Spinning Around" primeiramente no CD:UK em 24 de junho de 2000, e posteriormente em dois respectivos episódios do Top of the Pops, sendo eles em 30 de junho de 2000 e em 7 de julho do mesmo ano. A cantora também se apresentou no Jogos Olímpicos e Paralímpicos de 2000, ocorridos em Sydney; neste primeiro, fez uma versão cover de "Dancing Queen", cantada originalmente por  ABBA, e "On a Night Like This". No segundo, apresentou duas faixas não autorais, sendo elas "Waltzing Matilda", considerada pelos australianos como um segundo hino nacional, e "Celebration", o qual a cantora lançou em formato de single em 1992. Minogue voltou ao CD:UK em 2 de setembro de 2000 cantando "On a Night Like This", posteriormente apresentando os dois primeiros singles lançados do disco no Pepsi Pop 2000, ocorrido em 21 de outubro do mesmo ano. Minogue também apresentou "Kids" com Robbie Williams no MTV Europe Music Awards de 2000. Ela também se apresentou mais três vezes no Top of the Pops, nos dias 22 de setembro, 6 de outubro, 22 de dezembro e 25 de dezembro, sendo que nesta última aparição, a cantora performou "Santa Baby", que foi emitida como lado B do single "Please Stay".
Em 20 de novembro de 2000, foi anunciado pelo promotor de eventos da cantora que Light Years ganharia uma turnê para promover o disco. A digressão iniciou-se em 3 de março de 2001 e concluiu-se em 15 de maio daquele mesmo ano, visitando 10 cidades em dois continentes em um total de 46 shows. A turnê custou 8 milhões, sendo que os primeiros ingressos de um concerto da turnê foram esgotados dentro de uma hora. Em seguida, outras duas datas foram adicionadas e os bilhetes foram vendidos em dias. O quarto concerto foi vendido em uma hora. De acordo com o promotor de eventos de Minogue, a turnê se tornaria a maior turnê coberta por uma artista feminina local ou internacional na Austrália. Um registro da turnê foi emitido via DVD, intitulado Live in Sydney e lançado em 1º de outubro de 2001, no mesmo dia que o seu próximo álbum Fever. Ele foi bem recebido pelo seu conteúdo, mas o modo de como o concerto foi gravado não obteve avaliações positivas, com revisores descrevendo um erro nas cores, quando as iluminações são extremamente roxas ou vermelhas.

## Lista de faixas
| Light Years – Edição padrão |                                     |                                                         |                                  |         |  |
| N.º                         | Título                              | Compositor(es)                                          | Produtor(es)                     | Duração |  |
| 0.                          | "Password" (faixa pregap escondida) | Kylie Minogue Johnny Douglas                            | Douglas                          | 3:50    |  |
| 1.                          | "Spinning Around"                   | Ira Shickman Osborne Bingham Kara DioGuardi Paula Abdul | Mike Spencer 7th District Big G. | 3:27    |  |
| 2.                          | "On a Night Like This"              | Steve Torch Graham Stack Mark Taylor Brian Rawling      | Stack Taylor                     | 3:33    |  |
| 3.                          | "So Now Goodbye"                    | Minogue Steve Anderson                                  | Douglas                          | 3:37    |  |
| 4.                          | "Disco Down"                        | Douglas                                                 | Douglas                          | 3:57    |  |
| 5.                          | "Loveboat"                          | Minogue Guy Chambers Robbie Williams                    | Chambers Steve Power             | 4:10    |  |
| 6.                          | "Koocachoo"                         | Minogue Douglas                                         | Douglas                          | 4:00    |  |
| 7.                          | "Your Disco Needs You"              | Minogue Chambers Williams                               | Chambers Power                   | 3:33    |  |
| 8.                          | "Please Stay"                       | Minogue Richard Stannard Julian Gallagher John Themis   | Stannard Gallagher               | 4:08    |  |
| 9.                          | "Bittersweet Goodbye"               | Minogue Anderson                                        | Anderson                         | 3:43    |  |
| 10.                         | "Butterfly"                         | Minogue Anderson                                        | Mark Picchiotti                  | 4:09    |  |
| 11.                         | "Under the Influence of Love"       | Paul Politi Barry Eugene White                          | Stannard Gallagher               | 3:24    |  |
| 12.                         | "I'm So High"                       | Minogue Chambers Megan Smith                            | Chambers Power                   | 3:33    |  |
| 13.                         | "Kids" (com Robbie Williams)        | Williams Chambers                                       | Chambers Power                   | 4:20    |  |
| 14.                         | "Light Years"                       | Minogue Stannard Gallagher                              | Stannard Gallagher               | 4:47    |  |
| Duração total:              | Duração total:                      | Duração total:                                          | Duração total:                   | 58:16   |  |

| Light Years – Edição japonesa (faixas bônus) |                                            |                           |                |         |  |
| N.º                                          | Título                                     | Compositor(es)            | Produtor(es)   | Duração |  |
| 15.                                          | "Your Disco Needs You" (versão em japonês) | Minogue Chambers Williams | Chambers Power | 3:33    |  |
| 16.                                          | "Password" (faixa escondida)               | Minogue Douglas           | Douglas        | 3:50    |  |

| Light Years – Edição espanhola (faixas bônus) |                                             |                           |                |         |  |
| N.º                                           | Título                                      | Compositor(es)            | Produtor(es)   | Duração |  |
| 15.                                           | "Your Disco Needs You" (versão em espanhol) | Minogue Chambers Williams | Chambers Power | 3:33    |  |
| 16.                                           | "Password" (faixa escondida)                | Minogue Douglas           | Douglas        | 3:50    |  |

| Light Years – Edição alemã (faixas bônus) |                                           |                           |                |         |  |
| N.º                                       | Título                                    | Compositor(es)            | Produtor(es)   | Duração |  |
| 15.                                       | "Your Disco Needs You" (versão em alemão) | Minogue Chambers Williams | Chambers Power | 3:33    |  |
| 16.                                       | "Password" (faixa escondida)              | Minogue Douglas           | Douglas        | 3:50    |  |

## Créditos
Lista-se abaixo os profissionais envolvidos na elaboração de Light Years, de acordo com o encarte do álbum:
| - Kylie Minogue: vocal principal, vocais de apoio - Tracie Ackerman: vocais de apoio - Big G.: guitarra, produção, engenharia, mixagem - Adam Brown: engenharia, mixagem - Winston Blissett: baixo - Jim Brumby: edição digital - Andy Caine: vocais de apoio - Tom Carlisle: engenharia, mixagem - Guy Chambers: guitarra, produção - Dave Clews: teclados, programação - Pete Davis: edição digital - Johnny Douglas: produção, batidas - Rick Driscoll: vocais de apoio - Andy Duncan: percussão, programação de bateria - Lance Ellington: vocais de apoio - Richard Flack: edição digital - Sergio Flores: reprodução - Julian Gallagher: produção - Clive Griffith: vocais de apoio - Simon Hale: teclados, condutor, arranjos de cordas - Pete Howarth: vocais de apoio - Ash Howes: mixagem, gravação - Sylvia Mason James: vocais de apoio - Katie Kissoon: vocais de apoio - Steve Lewinson: bateria - Savvas Lossifidis: engenharia - Will Malone: arranjador, maestro - Dave McCracken: edição digital - Steve McNichol: programação - Paul Mertens: flauta | - Mick Mullins: vocais de apoio - Sharon Murphy: vocais de apoio - David Naughton: engenharia assistente - Tessa Niles: vocais de apoio - Gary Nuttall: vocais de apoio - Vincent Peters: fotografia - Mark Picchiotti: produção, mixagem - Steve Power: teclados, produção, engenheiro, mixagem - Alan Ross: guitarra - Resin Rubbers: cordas - Dan Russell: vocais de apoio - Jonn Savannah: vocais de apoio - Dave Sears: vocais de apoio - Craig J. Snider: teclados - Phil Spalding: baixo, fuzz bass - Mike Spencer: concepção da produção - Graham Stack: produção, mixagem - Richard Stannard: produção - Miriam Stockley: vocais de apoio - Ren Swan: engenheiro, mixagem - Alvin Sweeney: assistente - Mark Taylor: produção, mixagem - Neil Taylor: guitarra - John Themis: guitarra - Paul Turner: guitarra, bateria - Tony Walthers: vocais de apoio - Carl Wayne: vocais de apoio - Paul "Tubbs" Williams: vocais de apoio - Richard Woodcraft: engenheiro - Claire Worrall: vocais de apoio - Gavyn Wright: condutor |

## Desempenho nas tabelas musicais
Light Years debutou na vice-liderança da tabela da ARIA Charts, atrás apenas de uma compliação feita para os Jogos Olímpicos de Verão de 2000, ocorridos em Sydney. Em sua terceira semana, subiu para a liderança, sendo o primeiro álbum da artista a ter esta posição em sua terra natal. O álbum foi certificado como platina quádrupla pela Australian Recording Industry Association (ARIA), denotando vendas de 280 mil réplicas em terras australianas. Na África do Sul, o trabalho teve como melhor posição a 11ª e foi qualificado como platina dupla, devido a exportação de 80 mil cópias nesta nação. No Reino Unido, Light Years debutou e teve como melhor colocação a vice-liderança da semana de 7 de outubro de 2000 da tabela UK Albums Chart, caindo cinco posições na semana seguinte. Permaneceu durante quatro semanas entre os quarenta discos mais vendidos em território britânico e conseguiu registrar uma reentrada apenas na atualização de 30 de dezembro de 2000. O álbum permaneceu na parada durante 38 semanas, contando com recolocações dos anos de 2001 e 2002. Posteriormente, foi certificado como platina pela British Phonographic Industry (BPI).
Na Nova Zelândia, o material debutou na oitava posição durante a edição de 22 de outubro de 2000 e, duas semanas depois, decaiu para a 42ª colocação. Na semana de 12 de novembro seguinte, conseguiu subir na 28ª posição, atingindo o 41º posto na outra semana e posteriormente saindo da parada. Esta foi sua quarta melhor posição em tabelas neozelandesas. Na Suíça, o álbum estreou na 29º posto e teve como pico o 28º, o qual Minogue teve em sua segunda semana na Schweizer Hitparade. Mais tarde, caiu para as cinquenta melhores colocações, nas semanas dos dias 29 de outubro de 2000 e 5 de novembro de 2000. Na última semana, registrou uma baixa, ficando na 93ª posição da tabela. Na Finlândia, o disco entrou e atingiu o 24º posto como melhor na tabela musical Suomen virallinen lista, abaixando oito posições na segunda e última semana. No final da década em que o álbum foi lançado, este entrou como o 69º mais vendido da tabela de fim-de-década da ARIA Charts.
| Tabela musical (2000–01)                                      | Melhor posição |
| ------------------------------------------------------------- | -------------- |
| África do Sul (Recording Industry of South Africa)            | 11             |
| Alemanha (Media Control Charts)                               | 35             |
| Austrália (ARIA Charts)                                       | 1              |
| Bélgica (Ultratop 50 de Flandres)                             | 44             |
| Escócia (Official Charts Company)                             | 3              |
| Finlândia (Suomen virallinen lista)                           | 24             |
| França (Syndicat National de l'Édition Phonographique)        | 50             |
| Hungria (Magyar Hanglemezkiadók Szövetsége)                   | 16             |
| Irlanda (Irish Recorded Music Association)                    | 13             |
| Nova Zelândia (Recording Industry Association of New Zealand) | 8              |
| Polônia (Związek Producentów Audio Video)                     | 33             |
| Reino Unido (UK Albums Chart)                                 | 2              |
| Suécia (Sverigetopplistan)                                    | 25             |
| Suíça (Schweizer Hitparade)                                   | 28             |

| Tabela musical (2000)   | Posição |
| ----------------------- | ------- |
| Austrália (ARIA Charts) | 17      |
| Tabela musical (2001)   | Posição |
| Austrália (ARIA Charts) | 17      |

| Tabela musical (2000–09) | Posição |
| ------------------------ | ------- |
| Austrália (ARIA Charts)  | 69      |

| País (Empresa)       | Certificação |
| -------------------- | ------------ |
| África do Sul (RISA) | 2× Platina   |
| Austrália (ARIA)     | 4× Platina   |
| Reino Unido (BPI)    | Platina      |

## Histórico de lançamento
| País           | Data                   | Formato                       | Gravadora  |
| -------------- | ---------------------- | ----------------------------- | ---------- |
| Reino Unido    | 25 de setembro de 2000 | CD                            | Parlophone |
| Taiwan         | 25 de setembro de 2000 | CD                            | EMI Music  |
| França         | 28 de setembro de 2000 | CD                            | Parlophone |
| Estados Unidos | 2 de outubro de 2000   | CD                            | Parlophone |
| Índia          | 11 de janeiro de 2001  | CD                            | EMI Music  |
| Reino Unido    | 5 de março de 2001     | - CD - (2CD, edição especial) | Parlophone |
| Itália         | 29 de março de 2001    | CD                            | EMI Music  |